# جون إدوارد
جون إدوارد (بالإنجليزية: John Edward)‏ هو نفسي أمريكي، ولد في 19 أكتوبر 1969 في غلين كوف في الولايات المتحدة.

## وصلات خارجية
- الموقع الرسمي
- جون إدوارد على موقع IMDb (الإنجليزية)
- جون إدوارد على موقع أول موفي (الإنجليزية)
- جون إدوارد على موقع إن إن دي بي (الإنجليزية)
- جون إدوارد على موقع قاعدة بيانات الفيلم (الإنجليزية)
- جون إدوارد على موقع كينوبويسك (الروسية)